# Schwefelsäure-Iod-Verfahren
Das Schwefelsäure-Iod-Verfahren ist ein thermochemisches Verfahren zur Herstellung von Wasserstoff. Es besteht aus drei chemischen Reaktionen, deren Edukt Wasser und deren Produkte Wasserstoff und Sauerstoff sind.
1. thermische Schwefelsäurespaltung mit Sauerstoffabgabe:
2 H2SO4 → 2 SO2 + 2 H2O + O2 (830 °C)
2. Bunsen-Reaktion:
I2 + SO2 + 2 H2O → 2 HI + H2SO4 (120 °C)
3. thermische Iodwasserstoffspaltung zur Wasserstoffgewinnung:
2 HI → I2 + H2 (320 °C)
Gesamtreaktion:
2 H2O → 2 H2 + O2
Die Schwefel- und Iod-Verbindungen können wiederverwendet werden, indem sie im Kreis geführt werden. Daher wird der Prozess als zyklisch bezeichnet und das Gesamtverfahren Schwefelsäure-Iod-Zyklus. Es ist endotherm und muss bei erhöhten Temperaturen durchgeführt werden, es muss also Energie in Form von Wärme zugeführt werden.

## Forschung
Das Japan Atomic Energy Research Institute führte erfolgreich Experimente zum Schwefelsäure-Iod-Verfahren mit Hilfe von Generation-IV-Hochtemperatur-Kernreaktoren durch. Groß angelegte automatische Systeme zur Wasserstoffproduktion sind in Planung. Das französische CEA und das amerikanische Oak Ridge National Laboratory führen ebenfalls Forschungen zum Schwefel-Iod-Verfahren durch.

## Wasserstoffwirtschaft
Das Schwefelsäure-Iod-Verfahren wurde als Verfahren zur Wasserstoffherstellung für die Wasserstoffwirtschaft vorgeschlagen. Mit einem Wirkungsgrad von 50 % ist es effizienter als die Elektrolyse, wenn deren Strom aus thermischen Kraftwerken erhalten wird, und es benötigt keine Kohlenwasserstoffe wie die zurzeit angewendete Methode der Dampfreformierung. Es ist noch viel Forschungsarbeit notwendig, bevor das Schwefelsäure-Iod-Verfahren als zuverlässige Wasserstoffquelle verwendet werden kann. Die ersten Generation-IV-Kernreaktoren werden für etwa 2030 prognostiziert.

## Geschichte
Das Verfahren wurde 1977 bis 1981 in den USA im Auftrag des Energieministeriums (DOE) bei General Atomic entwickelt und im Mai 1982 vorgestellt, wobei die Energieeffizienz damals auf 47 % geschätzt wurde.